# ハイキックエンタテインメント
株式会社ハイキックエンタテインメント (HIGH KICK ENTERTAINMENT inc.) の本社は東京都渋谷区。
音楽制作を中心とし、作曲家、作詞家、編曲家、CD及びWEBデザイナー、映像、写真家等で構成されたクリエーター集団である。

## 受賞歴
AKB48『フライングゲット』生田真心（編曲）第53回日本レコード大賞
AKB48『ポニーテールとシュシュ』多田慎也（作曲）2012年JASRAC賞　銀賞

## 主な作品提供、制作実績アニメ・ドラマ・ゲーム
TVアニメ『ONE PIECE　エッグヘッド編』ED　大槻マキ『Dear Sunrise』
久下真音／作曲・共作・編曲　金子麻友美／作曲・共作 
TVアニメ『推しの子』2nd season　『POP IN 2』　　
つむぎしゃち／作詞＆作曲・共作　久下真音／作曲・共作＆編曲 
TVアニメ「狼と香辛料」OP HANA HOPE『旅のゆくえ』　　
作詞・小西裕子
TVアニメ『ゆるキャンSEASON３』OP　キミのね『レイドバックジャーニー』
つむぎしゃち／作詞・共作　久下真音／作詞・共作＆作曲・編曲
TVアニメ『転生貴族、鑑定スキルで成り上がる』ED　
夢見クジラ／作曲・編曲
TVアニメ『Lv2からチートだった元勇者候補のまったり異世界ライフ』
夢見クジラ／作曲・編曲
スマホゲーム　『メメントモリ』　『Beyond the Journey』
雨野どんぐり／作詞
アニメ『Lv2からチートだった元勇者候補のまったり異世界ライフ』OP
金子麻友美／作詞・作曲・共作　久下真音／作曲・共作・編曲
ちいかわ パジャマパーティーズ	『パジャマパーティーズのうた』
立山秋航／作曲・編曲　コバヤシタカシ／Rec&Mix
映画「わたしの幸せな結婚」 『映画「わたしの幸せな結婚」オリジナル・サウンドトラック』
立山秋航／作曲・編曲

## 主な作品提供、制作実績アーティスト
- 嵐
- アイドリング!!!
- THE IDOLM@STER
- AKB48
- SKE48
- NMB48
- HKT48
- SDN48
- Mスリー
- おはガールちゅ!ちゅ!ちゅ!
- からっと☆
- CLIFF EDGE
- 欅坂46
- さくら学院
- 指原莉乃
- Sherry
- 私立恵比寿中学
- SHU-I
- すたーふらわー
- Sexy Zone
- SixTONES
- Sonar Pocket
- 超新星
- 超特急
- 土屋アンナ
- つるの剛士
- T-ARA
- D-51
- 堂本光一
- AAA
- 中島美嘉
- ノースリーブス
- 乃木坂46
- bump.y
- B1A4
- 平川大輔
- フレンチ・キス
- Buono!
- 真野恵里菜
- ももいろクローバーZ
- FLOWER
- 遊助
- 吉木りさ
- 吉田山田
- 渡り廊下走り隊7

　etc....

## 所属クリエーター

### アーティスト
- MIKOTO
- キミのね

### サウンドクリエーター
- ANDW
- 和泉一弥
- 井上トモノリ
- 大沢圭一
- 岡野りほ
- 小川コータ
- 片平 翔大
- 金子麻友美
- 久下真音
- 小西裕子
- サイレンジ！
- 酒匂謙一
- SHIKI
- 神保トモヒロ
- 立山秋航
- 永塚健登
- Noda Akiko
- ハマサキユウジ
- 原田ナオ
- 朴優尊
- フジノタカフミ
- 宮原康平
- 矢野水音
- 夢見クジラ
- 楊慶豪
- 吉田詩織
- Yocke

### プレイヤー
- 大谷舞

### レコーディング・エンジニア
- コバヤシタカシ

### フォトグラファー
- 伊藤信之

### デザイナー
- 佐藤雅恵

### イラストレーター
- こなつりく

### ムービークリエーター
- 小美野昌史

## 過去に所属していたクリエーター
- 多田慎也
- 木之下慶行
- 生田真心
- 福田貴訓
- MEG.ME
- 山内光
- バグベア
- 水島康貴
- 村カワ基成